# Juan Carlos Payano
Juan Carlos Payano (født 14. december 1984) er en dominikansk amatørbokser, som konkurrerer i vægtklassen fluevægt. Payano har ingen større internationale resultater, og fik sin olympiske debut da han repræsenterede Den Dominikanske Republik under Sommer-OL 2008. Her blev han slået ud i ottendedelsfinalen af Vincenzo Picardi fra Italien i samme vægtklasse. Han har også vundet to sølvmedaljer fra de panamerikanske lege i boksning.